# Rozsdássapkás papagáj
A rozsdássapkás papagáj (Pionites leucogaster) a madarak osztályának papagájalakúak (Psittaciformes) rendjébe és a papagájfélék (Psittacidae) családjába tartozó faj.

## Előfordulása
Dél-Amerikában, Bolívia, Brazília és Peru területén honos. Természetes élőhelye a trópusi esőerdők és száraz erdők.

## Alfajai
- Pionites leucogaster leucogaster (Kuhl, 1820) – Törzsalak
- Pionites leucogaster xanthomerius (P. L. Sclater, 1858) – Egyes rendszerek faji szinten kezelik, mint feketelábú papagáj (Pionites xanthomerius)[1]
- Pionites leucogaster xanthurus Todd, 1925 – Egyes rendszerek faji szinten kezelik, mint sárgafarkú papagáj (Pionites xanthurus)[1]

## Megjelenése
Testhossza 23 centiméter, testtömege 165-170 gramm. Feje teteje, tarkója és fültájéka narancsszínű, fejének többi része és a torka sárga, begye és hasa krémfehér színű.

## Életmódja
Gyümölcsökkel, bogyókkal és magvakkal táplálkozik.

## Szaporodása
Fészekalja 3-5 tojásból áll, melyen 26 napig kotlik. a Fiókák kirepülési ideje 70-80 nap.

## Külső hivatkozás
- Képek az interneten a fajról
- Ibc.lynxeds.com - videók a fajról
- Xeno-canto.org - a faj hangja és elterjedési területe